# Волошківське газоконденсатне родовище
Волошківське газоконденсатне родовище — газоконденсатне родовище, що належить до Глинсько-Солохівського газонафтоносного району Східного нафтогазоносного регіону України.

## Опис
Розташоване в Сумській та Чернігівській областях на відстані 25 км від смт Талалаївка.
Знаходиться в північно-західній частині приосьової зони Дніпровсько-Донецької западини в межах півн. схилу Срібнянської депресії.
Структура виявлена в 1973 р. Родовище знаходиться в межах монокліналі, яка занурюється в південно-західному напрямку під кутом 8-10о і порушена згідним скидом амплітудою 40-50 м. Перший промисл. приплив газу та конденсату отримано з верхньовізейських відкладів з інт. 4910-4952 м у 1983 р. Колектори — пісковики.
Експлуатується з 1984 р. Всього пробурено 19 свердловин, які розкрили розріз карбонатно-теригенних г.п. від четвертинних до нижньокам'яновугільних. Режим покладу газовий. Запаси початкові видобувні категорій А+В+С1: газу — 5661 млн. м³; конденсату — 1413 тис. т.